# Lars Hedman (friidrottare)
Lars Hedman, född 6 april 1967, är en svensk före detta friidrottare (tresteg). Han tävlade inhemskt för i tur och ordning IK Helios, Utby IK och Ullevi FK. Hedman utsågs 1997 till Stor Grabb nummer 428.
Vid junior-VM 1986 kom han på sjunde plats i tresteg.
På EM i friidrott inomhus kom han 8:a 1994 (Paris) och 12:a 1996 (Stockholm).
Vid VM i friidrott i Göteborg 1995 deltog han i tresteg men slogs ut i kvalet. 
Vid VM i friidrott inomhus i Barcelona 1995 kom han på 4:e plats.
Han har vunnit SM inomhus vid 5 tillfällen.

## Personrekord

### Utomhus
- Tresteg: 16,71 (Stockholm 27 augusti 1994)[2]
- Längdhopp: 7,29 (Göteborg 2 september 1993)[5]
- Höjdhopp: 2,09 (Göteborg 17 juni 1986)[6]

### Inomhus
- Tresteg: 16,88 (Kuopio, Finland 5 mars 1995)[7]
- Höjdhopp: 2,11 (Solna 19 februari 1984)[8]